# Бијело робље
Бијело робље, познато још под терминима бијело ропство, трговина бијелим робљем или трговина бијелим робовима, односи се на ропство бијелих Европљана под неевропљанима (као што су сјеверни Африканци и муслимански свијет), али и под самим Европљанима, као што су викиншки трелови или европски галеоти. Од античког доба, европски робови су били уобичајено за вријеме Античког Рима, а били су истакнути Османском царству током раног модерног доба. У феудализму, постојали су разни облици испод слободног човјека познати као кметство (као што су бордар, вилан, вагабунда и роб) који су могли да се купују и продају као имовина и да се подвргну раду и жигосању од стране њихових  власника. Под муслиманског владавином, арапска трговина робовима која је обухватала европеидне заробљенике које су углавном заробљени упадима на европске територије или су као дјеца одведени у облику данка у крви из породица које су становале у освојеним територијама како би служили царство у различитим сврхама. Средином 19. вијека, термин ’бијело робље’ је кориштен за опис хришћанских робова у берберској трговини робовима.
Савремени правни термин се односи на сексуално ропство, присилну проституцију и трговину људима, изостављајући било какве претпоставке о боји коже жртава или починитеља.